# 近江牛

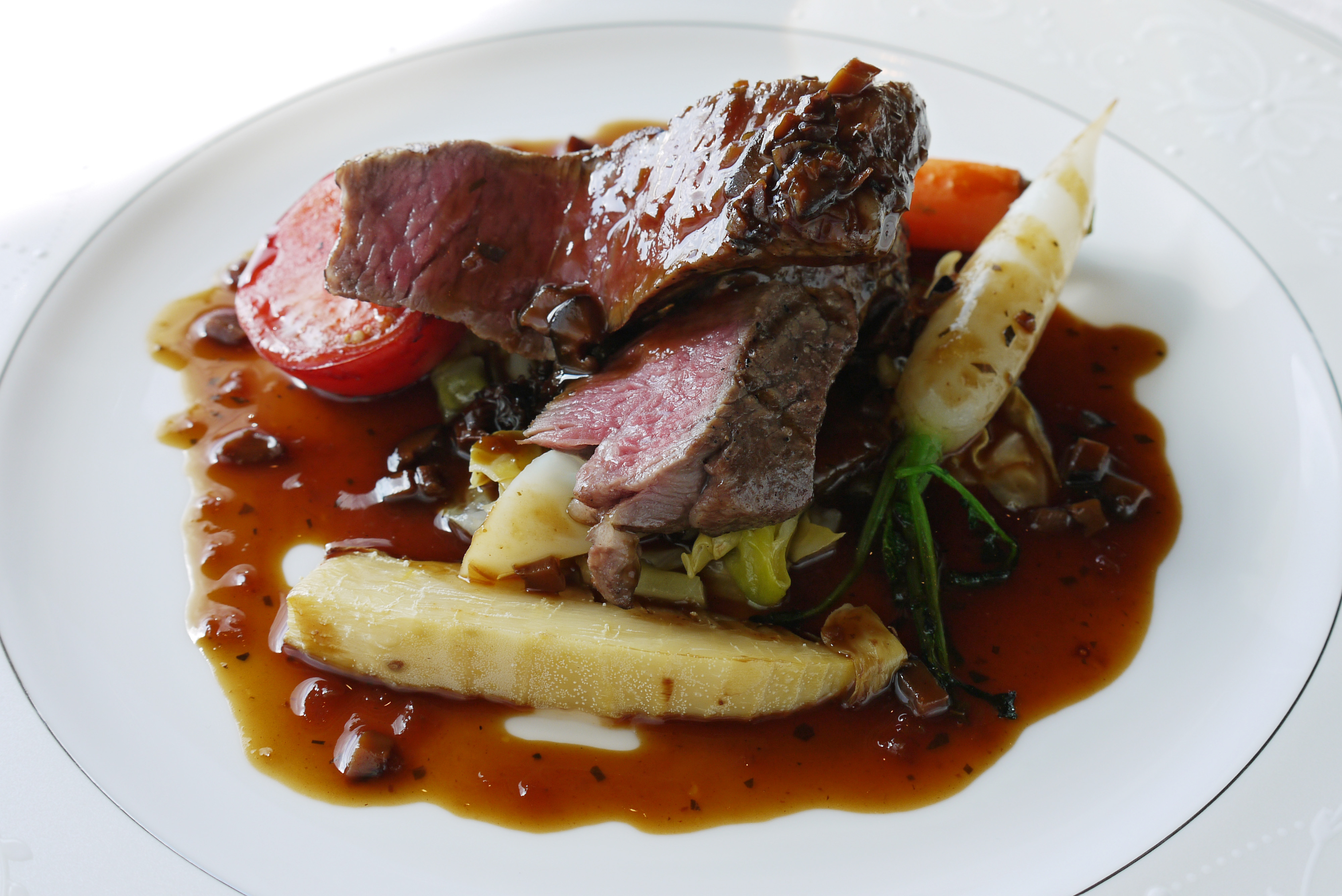
近江牛的料理

近江牛（おうみうし）是滋賀縣內生產的黑毛和種的和牛。日本歷史最久的肉用牛，與松阪牛、神戶牛並稱為日本三大和牛之一。

## 定義
- （品種）黑毛和種[1]
- （地理的表示）根據JAS法規定的原産地表示，可標示為「滋賀縣産」者[1]

## 生産
主要是滋賀縣東部的蒲生・神崎・愛知各郡（現在的近江八幡市、東近江市、龍王町等）生産的牛。年間生產頭數約5000頭。

## 趣聞
據說江戶幕府曾向彥根藩提出上貢牛肉的要求，遭到當時的藩主井伊直弼拒絕，讓期待能吃到牛肉的水戶藩武士們憤恨不已，最終引發櫻田門外之變。當然這只是沒有史實根據的民間傳說，不過現在也被近江牛業者拿來宣傳「食物的怨念是很可怕的」。

## 脚注
1. 1 2 3  近江牛 （页面存档备份，存于）（財団法人日本食肉消費総合センター「銘柄牛肉検索システム （页面存档备份，存于）」）

## 關連項目
- 近江米
- 近江茶
- 近江商人
- 但馬牛
- 神戶牛
- 松阪牛
- 反本丸

## 外部連結
- 「近江牛」近江肉牛協会 （页面存档备份，存于）
- 「近江牛」生産・流通推進協議会 （页面存档备份，存于）
- 近江牛の味と香り-滋賀県農政水産部畜産課